# Hemistola alboneura
Hemistola alboneura là một loài bướm đêm trong họ Geometridae.